# Longobucco
Longobucco és un municipi italià, dins de la província de Cosenza, que limita amb els municipis d'Acri, Bocchigliero, Caloveto, Celico, Corigliano Calabro, Cropalati, Paludi, Pietrapaola, Rossano, San Giovanni in Fiore, Spezzano della Sila i Spezzano Piccolo a la mateixa província.

## Evolució demogràfica
| Població censada al municipi de Longobucco | Població censada al municipi de Longobucco    | Població censada al municipi de Longobucco |
| ------------------------------------------ | --------------------------------------------- | ------------------------------------------ |
|                                            |                                               |                                            |
| Notes:                                     | Elaboració gràfica per part de la Viquipèdia  |                                            |
|                                            | Font: ISTAT (Institut Nacional d'Estadística) |                                            |